# A-One
A-One Hip-Hop Music Channel (Fernsehkanal «A-One») — ist ein russischer Musikkanal. Musikalische Inhalte sind Hip-Hop, R'n'B, Rap, Elektronische Musik, Funk, Reggae, Soul und Indie.
Der Sender wird über Satellit ABS-2 (FTA), in Paketen von 850 Kabelnetzbetreibern russlandweit sowie über alle weiteren gängigen Kanäle inklusive IP-TV verbreitet.

## Geschichte
Der Fernsehkanal wurde im Frühling 2005 unter dem Namen „Alternative One“ gegründet.
Als Sendestart von A-One gilt der 5. August 2005. Seitdem funktioniert der Kanal rund um die Uhr. Im Zeitraum von 2005 bis 2010 stiftete der Fernsehkanal den Jahrespreis RAMP (Rock Alternative Music Prize). Unter den Nominierten waren sowohl russische als auch ausländische Rock-Bands, die Gewinner wurden anhand der Ergebnisse des Publikums-Voting ermittelt. Bei der Preisverleihung sind in verschiedenen Jahren Korn (2005), StoneSour (2006), UNKLE und Marilyn Manson (2007), Klaxons (2008), Franz Ferdinand (2009) aufgetreten.
Der Kanal wurde für die Gestaltung seines Designs für die nationale Auszeichnung Teffi in der Kategorie „Design eines TV-Programm / Projektes“ nominiert.
Im Zeitraum von 2007 bis zum Juli 2011 präsentierte A-One die Musik, die außerhalb des Formats von anderen Musikkanälen lag. Auf Sendung gingen sowohl der klassische Rock als auch Hip-Hop oder IDM.
Am 15. September 2011 wurde Aleksandr Tolmatskii zum Generalprogrammveranstalter bestellt. Er änderte das Kanalformat: „In Übereinstimmung mit den modernen, aktuellen Trends in der Kultur im Allgemeinen und in der Musik im Besonderen, verschiebt sich der Vektor in Richtung der alternativen Hip-Hop-Industrie. Die Bewegung in dieser Richtung wird unsere gemeinsame vorrangige Aufgabe sein“. Zugleich wurde der Kanal in „A-ONE Hip-Hop Music Channel“ umbenannt, wo das Abbreviaturzeichen A-ONE keine Abkürzung mehr war, sondern einfach zu einer Bildmarke wurde. Im November 2013 verließ Troitskii den Kanal.
Im Oktober 2012 wurde A-One mit dem Nationalpreis „Zolotoi Luch“ („Goldener Strahl“) als der beste russische Musikkanal ausgezeichnet. 2013 ist der Sender in die Schlussrunde für den internationalen Preis Eutelsat TV Awards gekommen. In den Jahren 2010 und 2014 war er Sieger in der Kategorie „Musikkanal“ in dem angesehenen nationalen Preis auf dem Gebiet der digitalen Mehrkanal-Fernsehen „Bolshaia tsyfra // Big Digit“.
Seit 2014 startete A-One eine Serie von Nachtpartys russlandweit. In Moskau und St. Petersburg richtet der Sender zudem Konzerte aus, bei denen u. a. Linkin Park, Apocalyptica, Manu Chao und Faith No More auftraten.

## Programm
Zu den Sendeformaten gehört u. a. „Virtual Selection“ mit Nachrichten der Computer-Spiele-Industrie. Das veinhaltet neben Bewertungen aktueller Releases auch Tests von Gadgets und Berichte von Cyber-Turnieren. Die Sendung „FunBox“ beschäftigt sich mit zeitgenössischer (Jugend-)Kultur, darunter Sport, Breakdance, Street Art und Graffiti. Das wöchentliche Nachrichtenformat „Big News“ setzt sich mit der Hip-Hop-Szene auseinander. Thematische Hausabende und Konzerte junger Künstlern sind, ebenso wie Kochen und gemeinsames Essen, Gegenstand der „Musikalischen Küche“.
Zu den Charts-Sendungen gehören „A-One Hip Hop Top 20“, de wichtigste Hitliste des Kanals, „Urban Hits Top 10“ (Musik ohne Grenzen), „All die Unseren“ (russischer Hip-Hop) und „Dance Hits Top 10“ (die besten Dance-Videos der Woche).